# Дюмулен, Ипполит Ипполитович (экономист)
Ипполи́т Ипполи́тович Дюмуле́н (12 мая 1927, Москва — 26 сентября 2016) — советский и российский экономист-международник, разработчик внешнеторгового законодательства России и Таможенного союза, участник переговоров по присоединению России к ВТО. Консультант по экономической политике, бюджету и финансам в Государственной Думе России, РСПП и Федеральной Таможенной службе.
Автор многочисленных монографий и учебников для вузов по международным экономическим отношениям. Заслуженный деятель науки Российской Федерации.

## Биография
В 1944 году с отличием окончил среднюю школу в Москве.
В 1949 году окончил с отличием Институт внешней торговли (ИВТ) Министерства внешней торговли СССР; там же защитил кандидатскую диссертацию и работал преподавателем по курсу «Международная торговля».
После объединения ИВТ и МГИМО являлся профессором и заместителем декана факультета международных экономических отношений МГИМО (с 1964 по 1975 год). При его участии были разработаны методические основы преподавания курсов международная торговля и международные экономические отношения, подготовлены учебники и учебные материалы. Научно-педагогическая деятельность, тесно связанная с практической работой в министерстве внешней торговли СССР, была оценена в 1970 году знаком отличия министерства.
В 1975—1987 годах работал в Секретариате международной организации системы ООН (ЮНКТАД, Женева, Швейцария). В 1984—1987 годах заведовал внешними связями ЮНКТАД. Длительная дипломатическая работа в этой организации позволила ему участвовать в качестве представителя ЮНКТАД в международных переговорах Токийский раунд и Уругвайский раунд, из которых выросла Всемирная Торговая Организация (ВТО).
В 1982—1984 годах работал заведующим сектором международных экономических организаций ИМЭМО АН СССР.
С 1988 года — профессор Всероссийской академии внешней торговли (ВАВТ) Минэкономразвития РФ.
Являлся одним из разработчиков официальной позиции СССР, а затем России по отношению к ГАТТ и к ВТО; участвовал в переговорах, определивших условия присоединения России к ВТО. В качестве ведущего эксперта РСПП и Государственной думы консультировал органы власти по вопросам торговой политики и внешнеторгового законодательства РФ.
В 2000-е годы — участник разработки внешнеторгового законодательства РФ (Таможенный кодекс, законодательства о компенсационных, антидемпинговых и защитных мерах, Закона о государственном регулировании внешнеторговой деятельности и др.). Автор большого числа книг, статей, аналитических разработок по вопросам международной торговли, внешней торговли РФ, проблематики ВТО.
В 2006 году за научную работу и подготовку кадров награждён Почетной грамотой Правительства РФ.
Похоронен на Ваганьковском кладбище в Москве в родовом захоронении Дюмуленов (2 уч.).